# Scottsville (Kentucky)
Scottsville é uma cidade localizada no estado americano de Kentucky, no Condado de Allen.

## Demografia
Segundo o censo americano de 2000, a sua população era de 4327 habitantes.
Em 2006, foi estimada uma população de 4537, um aumento de 210 (4.9%).

## Geografia
De acordo com o United States Census Bureau tem uma área de
14,9 km², dos quais 14,9 km² cobertos por terra e 0,0 km² cobertos por água. Scottsville localiza-se a aproximadamente 217 m acima do nível do mar.

## Localidades na vizinhança
O diagrama seguinte representa as localidades num raio de 36 km ao redor de Scottsville.